# Athletic Club Sparta Praga
El Athletic Club Sparta Praha Fotbal, Akciová Společnost, conocido en español como Sparta Praga, es un club de fútbol checo de la ciudad de Praga. Fue fundado en 1893 y sus colores tradicionales son camiseta rojo oscuro o bordó, pantalón blanco y medias negras. El club disputa sus partidos como local en el Generali Arena de Praga, también conocido como estadio Letná, y juega en la Liga Checa de Fútbol.
El Sparta es el club más exitoso de la República Checa y uno de los más exitosos de Europa Central, después de haber ganado 21 ligas checoslovacas, 14 ligas checas, 8 copas checoslovacas, 8 copas checas y haber llegado a las semifinales de la Copa de Europa en 1992. El Sparta era la base principal del equipo nacional de la República Checa de fútbol con futbolistas como Karel Poborský, Tomáš Rosický, Pavel Nedvěd, Jan Koller, Petr Čech, Zdeněk Grygera, Tomáš Skuhravý, Zdeněk Svoboda o Jiří Novotný.
Su tradicional rival es el SK Slavia Praga, con quien disputa el Derbi de Praga. El club también mantiene rivalidades históricas, aunque de menor intensidad, con sus vecinos del Dukla Praga y del Bohemians.

## Nombres
Cambios de denominación:
- 1893 — Athletic Club Královské Vinohrady
- 1894 — Athletic Club Sparta
- 1948 — Athletic Club Sparta Bubeneč
- 1949 — Sokol Bratrství Sparta
- 1951 — Sparta ČKD Sokolovo
- 1953 — TJ Spartak Praha Sokolovo
- 1965 — TJ Sparta ČKD Praha
- 1990 — TJ Sparta Praha
- 1991 — AC Sparta Praha
- 1993 — AC Sparta Praha fotbal, a.s.

## Historia

### Fundación y primeros años (1893-1906)

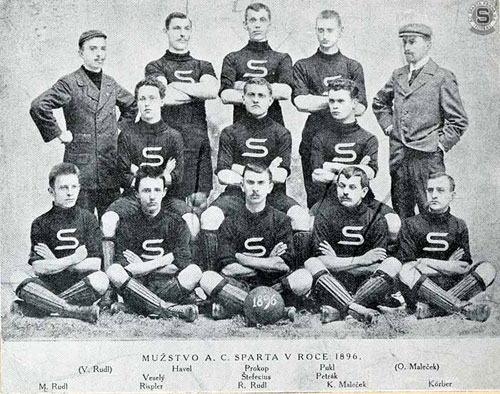
Equipo del Sparta en 1896 con la «S» bordada en el pecho del uniforme.

A finales de 1893, un pequeño grupo de jóvenes en torno a tres hermanos, Václav, Bohumil y Rudolf Rudl, tuvo la idea de crear un club deportivo. El 16 de noviembre de ese año, la reunión de los fundadores aprobó los artículos del club de la asociación y un mes más tarde, el 17 de diciembre, tuvo lugar la primera reunión general anual. Poco después, surgió el Athletic Club Sparta con su uniforme tricolor, en el que el azul simboliza Europa, el rojo y amarillo son los símbolos de la ciudad real de Praga.
En el comienzo de la historia del club, los jugadores solían llevar uniformes negros con una gran «S» en el pecho. Luego jugó dos años con camisetas a rayas negras y blancas, a las que volvieron durante dos años en 1996. En 1906, el presidente del club Dr. Petrik viajó a Inglaterra donde vio jugar al Arsenal FC, famoso por sus camisetas rojas y decidió llevar un cargamento de estos uniformes a Praga, comenzando así una de las grandes tradiciones del club. Junto con las camisetas rojas, los jugadores del Sparta usaron pantalones cortos blancos y calcetines negros.

### Primera Guerra Mundial y Sparta de hierro (1914-1946)

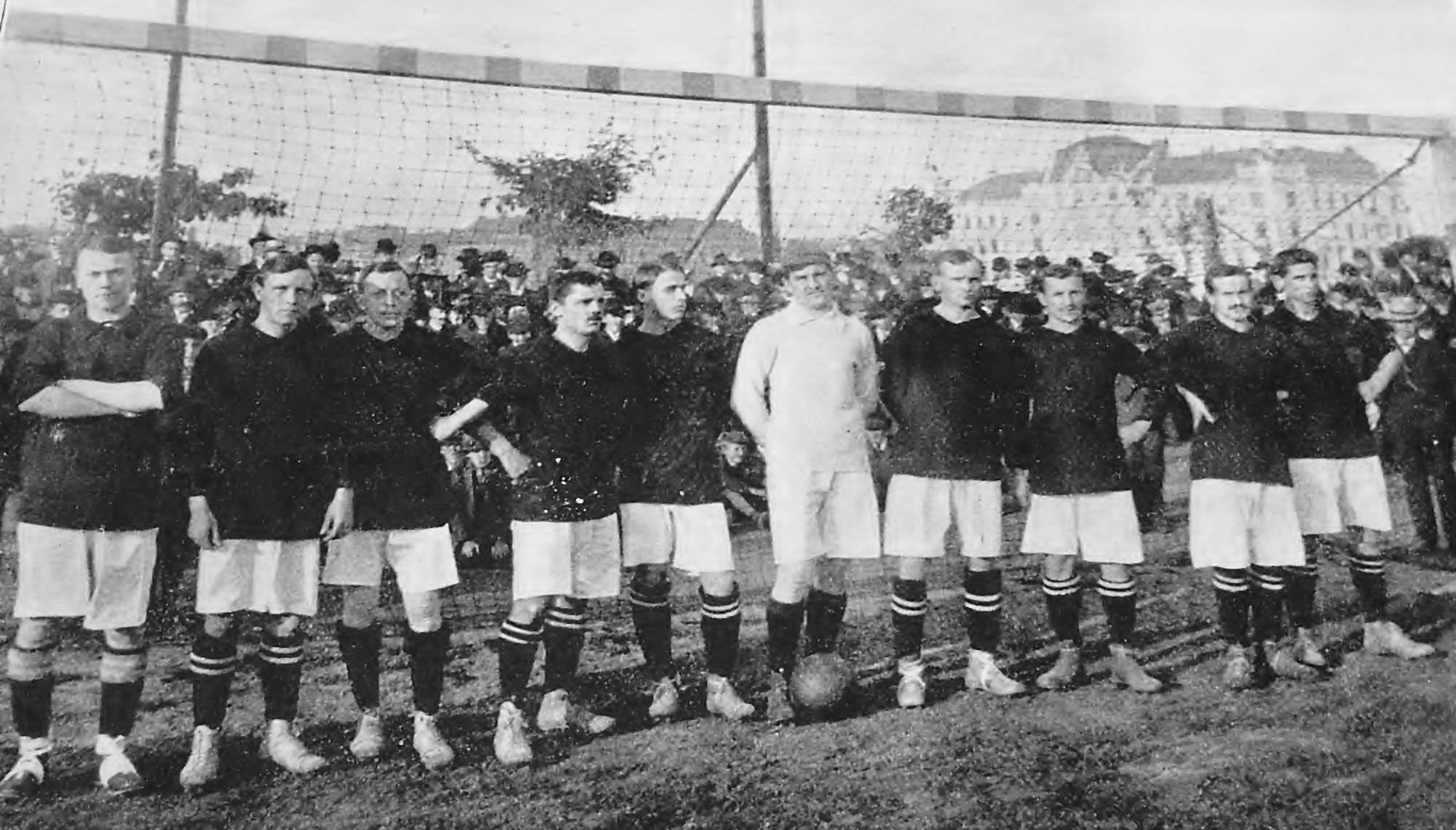
Alineación del Sparta en 1908.

Poco después de la Primera Guerra Mundial, se armó un equipo que desencadenó el famoso período de los años veinte y treinta, en los que fueron conocidos como "Sparta de hierro". La liga de fútbol de Checoslovaquia fue fundada a mediados de los años veinte y el club consiguió dominar el fútbol checoslovaco en sus primeras temporadas. A día de hoy, los aficionados aún recuerdan los nombres de los jugadores de la época con admiración:[cita requerida] František Peyr, Antonín Hojer, Antonín Perner, Karel "Káďa" Pešek o František Kolenatý. Unos años más tarde, algunos nombres no menos famosos aparecieron,[cita requerida] como František Hochmann, Jaroslav Burgr, Ferdinand Hajný, Josef Silný, Josef Čtyřoký, Josef Košťálek y en particular Oldřich Nejedlý, el máximo goleador en la Copa Mundial de 1934. Poco antes de que comenzase esta famosa época dorada, Vlasta Burian, el hombre que más tarde se convirtió en el rey de la comedia checa,[cita requerida] jugado como guardameta para el club.
Los hitos de la primera edad dorada de la historia del club son dos títulos de la Copa de Europa central, que en los años veinte y treinta gozaba del mismo reconocimiento que la posterior Copa de Europa de la UEFA.[cita requerida] Después de los triunfos en 1927 sobre el Rapid Viena, y 1935 ante el Ferencvárosi FC, el tercero llegó en 1964 al vencer en la final a uno de sus grandes rivales checoslovacos del Slovan Bratislava, en un momento en que la importancia de la competición fue perdiendo peso en detrimento de las nuevas competiciones de la UEFA.[cita requerida]
En 1946, el AC Sparta realizó una gira por Gran Bretaña y el partido inaugural fue un empate 2-2 ante el Arsenal, el 2 de octubre. El club dominó parte de los años 1940 consiguiendo los campeonatos de 1943-44, 1945-46 y 1947-48.

### De la edad dorada al descenso (1954-1984)
El Sparta alternó períodos dorados con años verdaderamente decepcionantes en que los aficionados sólo recordaron con nostalgia los "buenos y viejos tiempos". Después de los cambios sustanciales impulsados por el régimen socialista, con los frecuentes cambios de nombre del club que ello conlleva, los títulos de 1952 y 1954 fueron los últimos antes de un largo período de sufrimiento. Solo la gran época del equipo alrededor de Andrej Kvašňák en la década de 1960 trajo recuerdos de los años dorados del club.
Los aficionados recordaban la época de Kvašňák, Jiří Tichý y Václav Mašek en que el Sparta contó con el mayor número de seguidores en su historia, ya que el estadio, en ese momento, acomodaba casi a 40.000 espectadores. Los tres héroes mencionados formaron parte de la selección nacional que fue subcampeona del mundo en la Copa Mundial de la FIFA 1962 en Chile.
Hasta 1975, el Sparta era el único club que nunca había descendido a la segunda división checoslovaca. Ya en la temporada 1973–74 el equipo había acabado en octava posición, lejos del campeón, el ŠK Slovan Bratislava. En la siguiente temporada, sin embargo, debido a una serie de circunstancias, el equipo descendió a la segunda división tras un decepcionante penúltimo puesto y 27 puntos, sólo cuatro más que el último clasificado. El club pasó un año en la división de plata del fútbol checoslovaco y regresó a la primera división.
No obstante, el club no ganó otro título de liga hasta los años ochenta cuando el nuevo Sparta se construyó alrededor de Jozef Chovanec, Jan Berger (tío de Patrick), Ivan Hašek, Tomáš Skuhravý y Stanislav Griga, el equipo recuperó su antigua condición e impuso una dictadura deportiva al proclamarse campeón en 1983-84, 1984-85, 1986-87, 1987-88, 1988-89 y 1989-90. Además, en 1984 el equipo llegó hasta los cuartos de final de la Copa de la UEFA, donde fue eliminado por el Hajduk Split yugoslavo tras haber eliminado en primera ronda al Real Madrid.

### Segunda edad dorada y disolución de Checoslovaquia (1990-presente)
En los años noventa, este fructífero periodo deportivo fue continuado por una nueva generación de jugadores como Horst Siegl, Michal Horňák, Václav Němeček, Martin Frýdek, Jiří Němec, Petr Kouba o Pavel Nedvěd, muchos de los cuales formaron parte del histórico combinado checo que se proclamó subcampeón de Europa en la Eurocopa 1996.

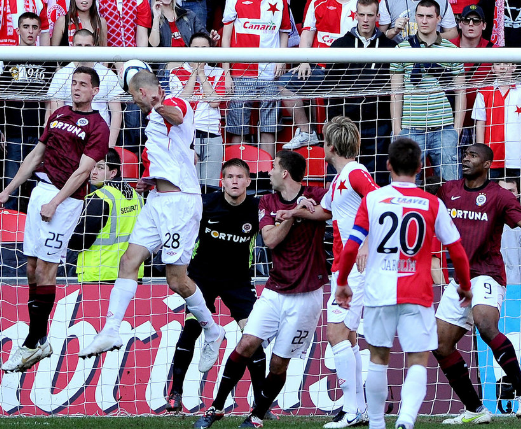
Un derbi de Praga ante sus rivales del Slavia.

El Sparta participó en la primera edición de la Liga de Campeones de la UEFA en su nuevo formato en 1991-92. El equipo checo derrotó al Rangers, Olympique Marsella y alcanzó la fase de grupos de semifinales. En ese grupo quedó encuadrado con el Barcelona, el Dynamo Kiev y el Benfica y el Sparta terminó segundo, quedando a las puertas de la final, pero situándose entre los cuatro mejores equipos de Europa por primera vez en su historia.
De hecho, el Sparta ha sido un participante regular en la Liga de Campeones de la UEFA, la competición europea más prestigiosa, desde 1997. La única excepción fue en 1998-99 cuando el club no consiguió superar la fase de clasificación, perdiendo ante el Dynamo Kiev en los penaltis. El Sparta participó en la fase de grupos de la Liga de Campeones durante los próximos tres años y en 1999-00 y 2001-02 alcanzó los cuartos de final. En 1999-00 se proclamó campeón de su grupo bajo la dirección de Ivan Hašek y luego fue tercero en el grupo de cuartos de final. En ese grupo, el Sparta cayó ante el Barcelona, que fue quien ganó el pase a las semifinales.
En la temporada 2001-02 fue segundo en la fase de grupos de la Liga de Campeones en un grupo compuesto con el Bayern Múnich, que fue primer clasificado, Feyenoord —eventual campeón de la Copa de la UEFA ese año— y Spartak Moscú. En la segunda fase de grupos quedó encuadrado con el Real Madrid —el campeón de la Liga de Campeones unos meses más tarde— y fue eliminado. El Sparta no se clasificó para la fase de grupos en 2002-03, cuando fue goleado por el Racing Club Genk en la tercera ronda de clasificación. En 2003-04 el Sparta se enfrentó a dos gigantes italianos. En un principio venció al Lazio en la fase de grupos, pero en los cuartos de final fueron eliminados por el Milan. La fase de grupos de 2004-05 le emparejó con el Olympique Lyon y Manchester United.

## Símbolos

Colores de Sparta

El nombre del Sparta proviene de la antigua ciudad de Esparta, símbolo de coraje y espíritu de lucha. Desde el principio, los colores del Sparta han sido: el azul (simbolizando Europa), el rojo (simbolizando su ciudad, Real) y el amarillo (que en combinación con el rojo forma los colores de Praga). En 1906, uno de los miembros de la directiva trajo, de su viaje a Inglaterra, camisetas del club Arsenal de Londres. A partir de ese momento, el Sparta ha jugado normalmente con uniforme rojo (o, para ser más precisos, rojo oscuro o bordó).
Otro símbolo del Sparta es la gran «S» (de «Sparta») de su escudo, que, casualmente, es la letra por la que comienzan los nombres tanto del Sparta como de su gran rival, el Slavia Praga, por lo que esta rivalidad es conocida como la «S» de Praga. El Sparta Praga tiene tres estrellas por encima de su escudo que simbolizan haber ganado más de 30 títulos nacionales de liga, sumando una nueva estrella por cada diez títulos de liga.
Las películas checas Proč? («¿Por qué?», 1985), Horem pádem («Arriba y abajo», 2004, de Jan Hřebejk) y Non plus ultras (2004, de Jakub Sluka) están basadas en la cultura hooligan del Sparta como uno de sus temas.

## Uniforme
- Uniforme titular: Camiseta granate, pantalón blanco y medias negras.
- Uniforme visitante: Camiseta blanca, pantalón gris y medias blancas.

### Titular
| 2005-06 | 2009-10 | 2010-11 | 2011-13 | 2013-15 | 2015-17 | 2017-19 |
| 2019-20 | 2021-22 |         |         |         |         |         |

### Visitante
| 2005-06 | 2009-10 | 2010-11 | 2011-12 | 2012-14 | 2014-16 | 2016-18 |
| 2018-21 | 2021-22 |         |         |         |         |         |

## Estadio
El Sparta juega sus partidos como local en el estadio Generali Arena en el distrito de Letná en Praga. El estadio fue inaugurado en 1917 precisamente con el nombre de Stadion Letná, pero ha sido remodelado en varias ocasiones desde entonces. En la actualidad tiene una capacidad para 20.900 espectadores sentados y dispone de la calificación elite de la UEFA. El estadio ha sido sede de la selección checa.
Las instalaciones que el club utiliza para sus entrenamientos se encuentran en el Gran estadio Strahov, que llegó a ser el segundo estadio más grande del mundo. El recinto se encuentra en el distrito homónimo y está compuesto por ocho campos de fútbol (seis campos de tamaños estándar y dos de fútbol sala). Estos se utilizan en la actualidad como un centro de formación tanto por la cantera como para el equipo reserva del Sparta.

## Participación UEFA

#### Por competición
Nota: En negrita competiciones activas.
| Competición                                   | Temp. | PJ  | PG  | PE | PP  | GF  | GC  | Dif. | Puntos | Títulos | Subtítulos |
| --------------------------------------------- | ----- | --- | --- | -- | --- | --- | --- | ---- | ------ | ------- | ---------- |
| Copa de Europa / Liga de Campeones de la UEFA | 28    | 146 | 54  | 30 | 62  | 190 | 203 | -13  | 192    | –       | –          |
| Copa de la UEFA / Liga Europea de la UEFA     | 22    | 124 | 50  | 34 | 40  | 175 | 153 | +22  | 184    | –       | –          |
| Liga Europa Conferencia de la UEFA            | 1     | 2   | 0   | 0  | 2   | 1   | 3   | -2   | 0      | –       | –          |
| Recopa de Europa de la UEFA                   | 6     | 30  | 15  | 5  | 10  | 56  | 33  | +23  | 50     | –       | –          |
| Total                                         | 57    | 302 | 119 | 69 | 114 | 422 | 392 | +30  | 426    | 0       | 0          |

## Palmarés

### Profesional

#### Torneos nacionales
Ligas nacionales: 38 
- Campeonato de la Asociación Checa de Fútbol (3): 1912, 1919, 1922.
- Primera División de Checoslovaquia (21): 1926, 1927, 1932, 1936, 1938, 1939, 1944, 1946, 1948, 1952, 1954, 1965, 1967, 1984, 1985, 1987, 1988, 1989, 1990, 1991, 1993. (Récord)
- Liga de la República Checa (14): 1994, 1995, 1997, 1998, 1999, 2000, 2001, 2003, 2005, 2007, 2010, 2014, 2023, 2024. (Récord)

 Copas nacionales: 30 
- Copa de Checoslovaquia (8): 1964, 1972, 1976, 1980, 1984, 1988, 1989, 1992.  (Récord)
- Copa de la República Checa (22): 1943, 1944, 1946, 1972, 1975, 1976, 1980, 1984, 1986, 1987, 1988, 1989, 1992, 1993, 1996, 2004, 2006, 2007, 2008, 2014, 2020, 2024.[5](Récord)

 Supercopas nacionales: 2 
- Supercopa de la República Checa (2): 2010, 2014. (Récord compartido)

#### Torneos amistosos
- Copa Mitropa (3): 1927, 1935, 1964.
- Torneo de Antwerpen (2): 1931, 1932[6]
- Torneo Internacional de San Sebastián: 1912[7]
- Torneo clubes de Eslava: 1932[8]
- Trofeo Aniversario 40 SK Slavia Praga: 1933[9]
- Trofeo Aniversario 40 AC Sparta Praga: 1933[10]
- Torneo de Viena: 1938[11]
- Torneo de Estrasburgo: 1959[12]
- Torneo de Pascua: 1961[13]
- Torneo de París (fútbol): 1965
- Pequeña Copa del Mundo de Clubes: 1969
- Torneo Comunidad Urbana de Lille: 1985[14]
- Copa Nuevo Año Lunar: 1990[15]
- Torneo Internacional Real Sociedad: 1992[7]
- Torneo Internacional de Fútbol de Maspalomas: 2004

### Reservas

#### Torneos nacionales
- Liga de fútbol Bohemian (2): 2002, 2008[16]

### Juveniles

#### Torneos internacionales juveniles
- Torneo internacional de Bellinzona sub-19/20 (2): 1982, 1983[17]

### Femenino

#### Torneos nacionales femeninos
- Primera División Femenina de Checoslovaquia (12): 1976, 1977, 1978, 1980, 1981, 1982, 1984, 1985, 1986, 1989, 1990, 1991[18]
- Liga femenina de la República Checa (21): 1994, 1995, 1996, 1997, 1998, 1999, 2000, 2001, 2002, 2005, 2006, 2007, 2008, 2009, 2010, 2011, 2012, 2013, 2018, 2019, 2021[19][20]
- Copa femenina de la República Checa (10): 2008, 2009, 2010, 2011, 2012, 2013, 2015, 2017, 2018, 2019

#### Torneos regionales femeninos
- Liga femenina de la República Checa (3): 1989, 1990, 1991[20]

#### Torneos internacionales femeninos
- Torneo de Menton: 1984[21]